# Эхтелер, Йозеф

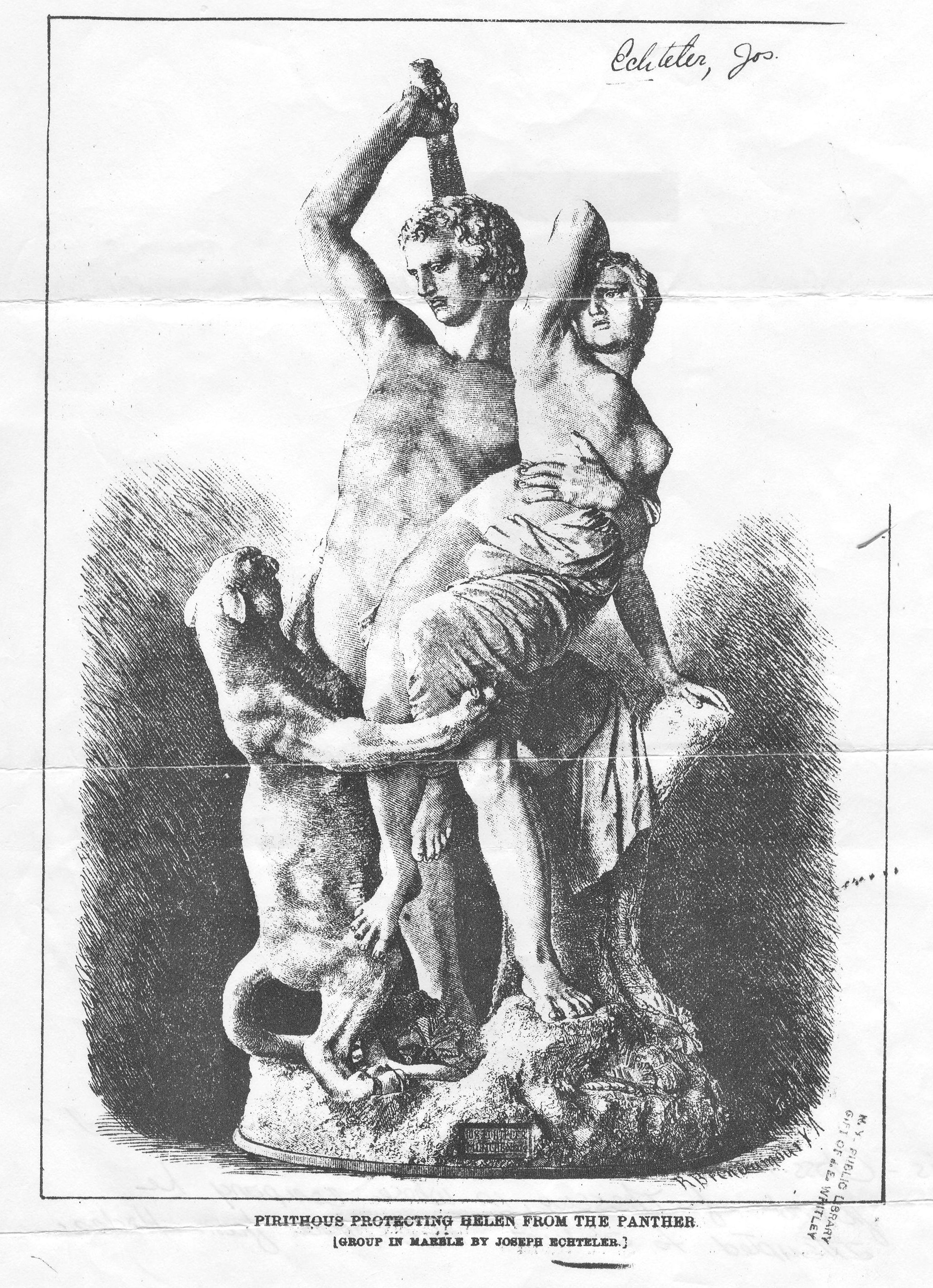
«Борьба Пирифоя за Елену». Ксилография скульптурной группы Йозефа Эхтелера. 1880

Йозеф Эхтелер (нем. Joseph Echteler; 5 января 1853, Легау, Королевство Бавария — 24 декабря 1908, Майнц) — немецкий скульптор и художник.

## Биография
Сын пекаря. До двенадцати лет пас скот, затем учился на каменщика, резьбе, лепке. Посещал художественную школу в Штутгарте. С ноября 1872 года продолжил учёбу в Мюнхенской академии художеств, Ученик Максимилиана Виднмана и Йозефа Кнабля.

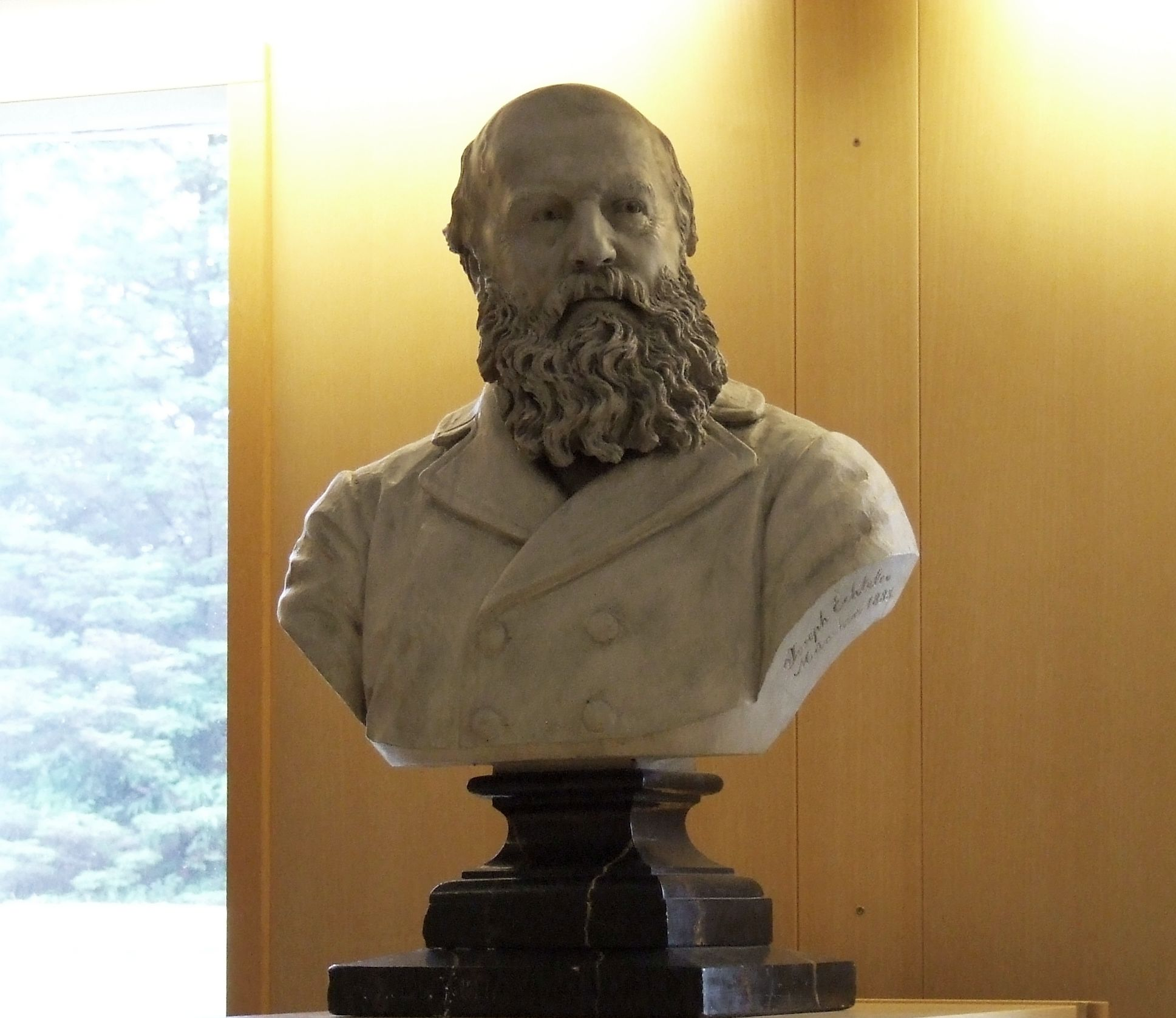
Бюст Конрада фон Маурера

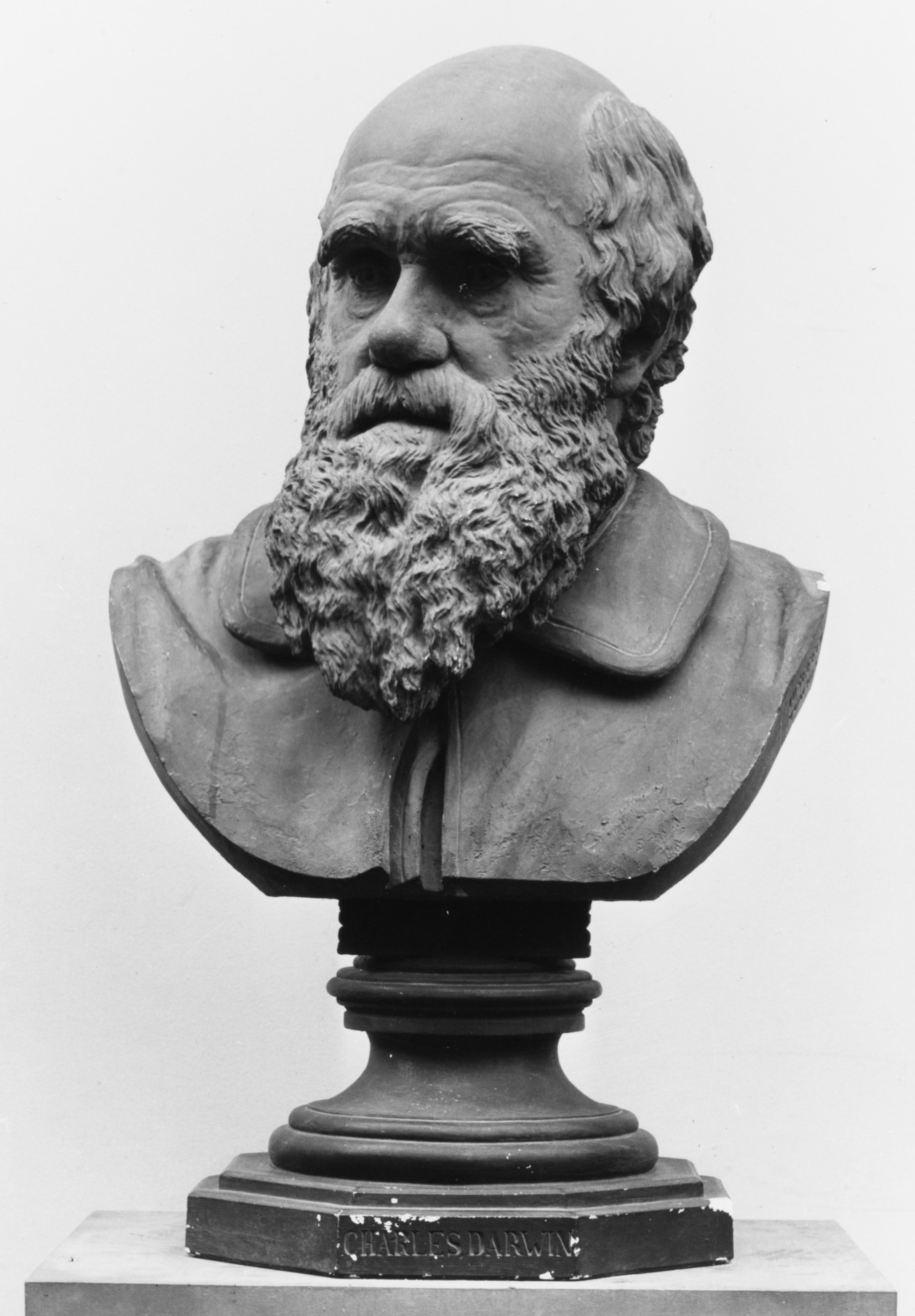
Бюст Дарвина

В мае 1884 года покинул Мюнхен  и вместе с семьёй переехал в США, где работал преимущественно художником-портретистом. Осенью 1887 года вернулся на родину.
Впервые стал известен как художник-портретист, создававший медальоны, рельефы и бюсты известных артистов сцены, певцов, художников, учёных, церковных сановников, дипломатов и членов королевской семьи по фотографиям. Его работы поражали большой жизненностью и тщательностью исполнения. Вскоре также стал создавать надгробные скульптуры, религиозные и мифологические скульптуры, животных и групповые композиции.
Среди его работ около 200 бюстов, в том числе императора Вильгельма, Франца Иосифа, Александра II и королей Баварии и Вюртемберга.
Из других его произведений можно отметить: «Молочник с собакой и голубем», «Геркулес в борьбе с немейским львом», «Венера с укрощённым львом» и др.
Эхтелер был женат трижды.
Генрих XXII Рейсс присвоил ему звание почётного профессора.